# Rodosz (település)
Rodosz (ógörögösen:  Ῥόδος [Rhodosz]; újgörögösen: Ρόδος [Ródosz]) városa Rodosz szigetének északkeleti csücskén helyezkedik el. 2001-ben 53 709 lakosa volt. A több kultúra emlékét hordozó óváros rendkívül jó állapotban maradt fenn; 1988-ban a világörökség részévé avatták.

## Éghajlat
| Hónap                                            | Jan. | Feb. | Már. | Ápr. | Máj. | Jún. | Júl. | Aug. | Szep. | Okt. | Nov. | Dec. | Év   |
| ------------------------------------------------ | ---- | ---- | ---- | ---- | ---- | ---- | ---- | ---- | ----- | ---- | ---- | ---- | ---- |
| Átlagos max. hőmérséklet (°C)                    | 15,1 | 15,2 | 16,8 | 20,0 | 24,2 | 28,4 | 30,5 | 30,7 | 28,2  | 24,5 | 20,1 | 16,6 | 22,6 |
| Átlagos min. hőmérséklet (°C)                    | 8,8  | 8,8  | 10,1 | 12,5 | 15,8 | 19,9 | 22,3 | 22,7 | 20,5  | 16,9 | 13,2 | 10,4 | 15,2 |
| Átl. csapadékmennyiség (mm)                      | 150  | 106  | 76   | 28   | 19   | 2    | 0    | 0    | 6     | 66   | 94   | 157  | 703  |
| Forrás: Hellinic National Meteorological Service |      |      |      |      |      |      |      |      |       |      |      |      |      |

## Történet
Kr. e. 408-ban a szigeten levő három városállam, Lindosz, Jalüszosz és Kameirosz elhatározta egy közös főváros létesítését. Az új várost a milétoszi Hippodamosz tervei szerint építették fel. A következő három évszázad a város fénykorát jelentette; ekkoriban kb. 100 000 lakosa volt. A fejlett tengeri kereskedelem és a hajóépítő műhelyek megteremtették azt a gazdasági alapot, amely lehetővé tette a kultúra virágzását is. Kr. e. 304-293 között készült, Hélioszt ábrázoló kolosszust az ókori világ hét csodájának egyikeként tartották számon.
A korai kereszténység időszakában a város a Bizánci Birodalom része volt, és püspöki székhelyként működött.
1306-ban a johannita lovagrend foglalta el a szigetet, és a bizánci városfal felhasználásával felépítették a  jelenleg látható várfalat. A várost egy belső fal két részre osztotta. Az északi részen a lovagok lakoztak, itt építették fel az egyes rendek házát, az ispotályt, a nagymester palotáját. A déli részen laktak a közrendű emberek, itt volt a piac is.
1480-ban II. Mehmed szultán ostromolta a várost, de nem járt sikerrel. 1522. december 22-én azonban I. Szulejmán hat hónapos ostrom után bevette a várost (Rodosz ostroma (1522)). Ezután épült a mecset és a közfürdő, megerősítették a várfalakat, saját ízlésüknek megfelelően átalakították a templomokat és a lakóházakat.
1912-ben az olaszok hódították meg a várost a Dodekanészosz szigetcsoporttal egyetemben. 1923-ban ezeket Isole Italiane del Egeo (Égei-tengeri olasz szigetek) néven külön közigazgatási egységbe szervezték. A lovagkori épületeket restaurálták, a Nagymester Palotáját újjáépítették. Az olasz uralom idején épült ki a város infrastruktúrája (utak, kikötők, elektromos áram).
A második világháború elején a szigeten lakó 6000 zsidó kétharmada elhagyta a várost. A német megszállás után 1673 főt az Auschwitzba hurcoltak, közülük csak 151-en élték túl a holokausztot.
1944-ben az angol légierő bombázta a szigetet. Több ember meghalt, házak dőltek össze. A háború után az új görög kormányzat egyik első intézkedése a védett ásatási területek és a védett műemlékek kijelölése volt. 1960-ban a Kulturális Minisztérium a teljes középkori várost műemlékké nyilvánította.

## Látnivalók

### Óváros

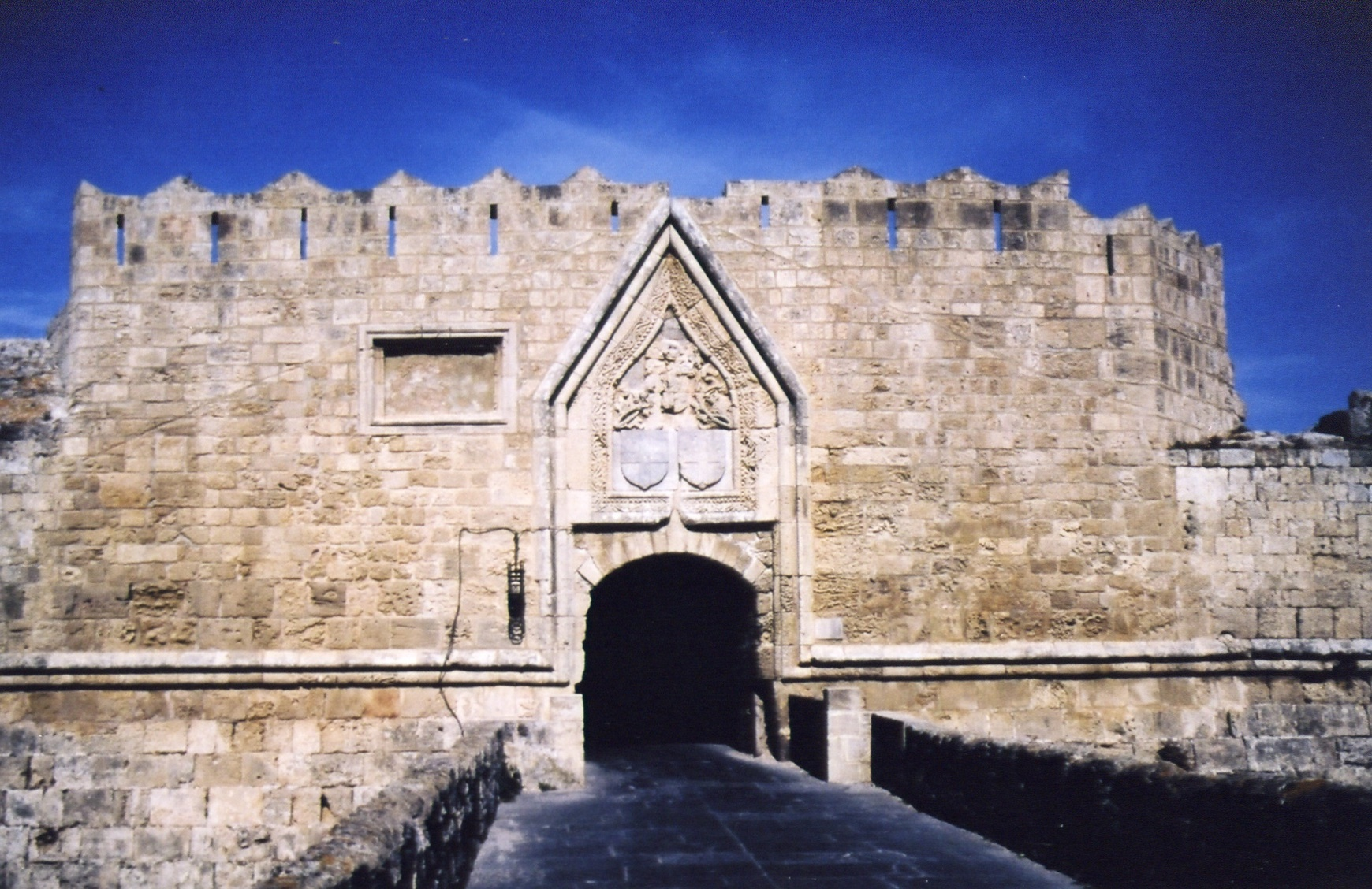
A Várkapu

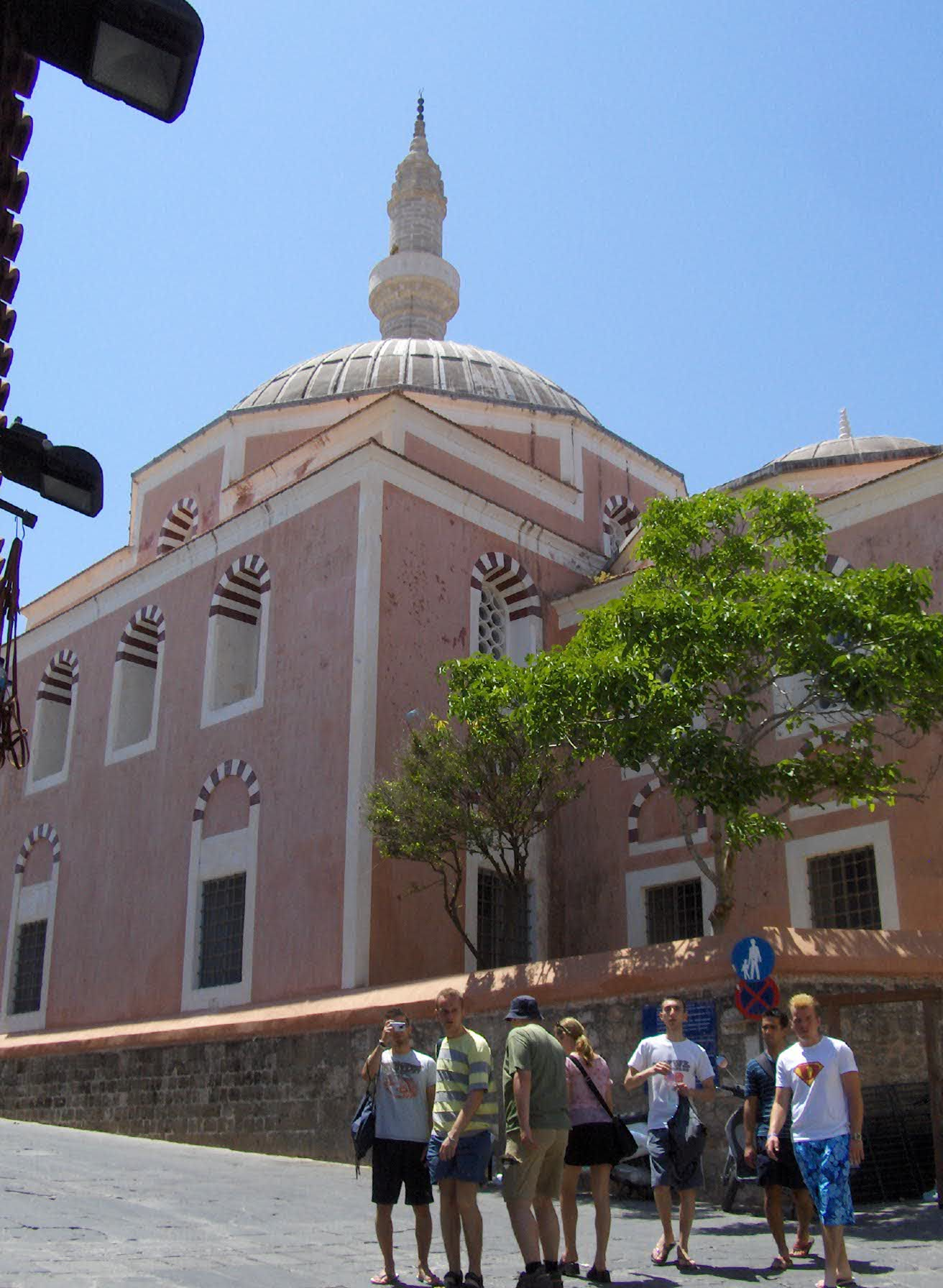
A Szulejmán-mecset

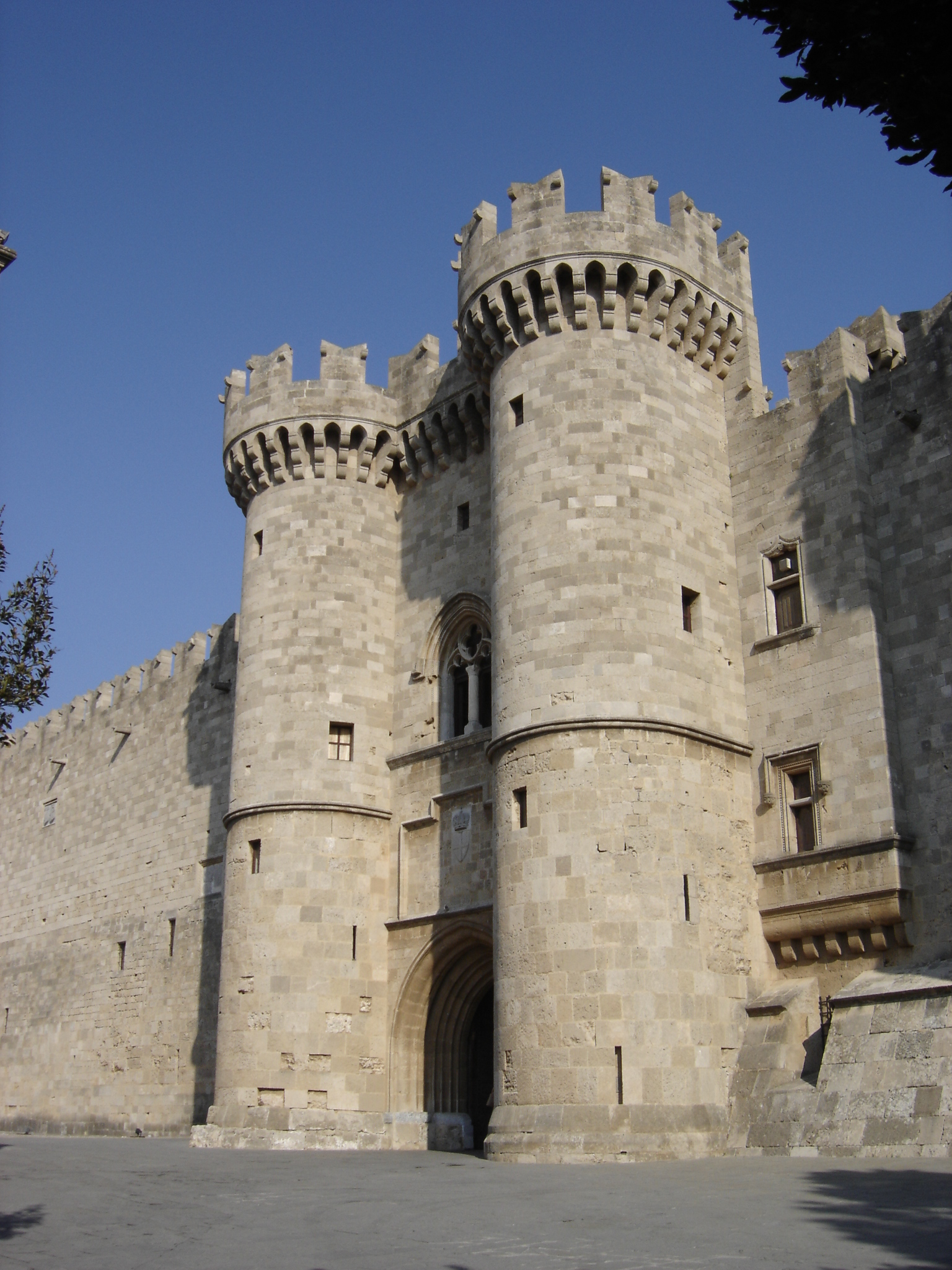
A Nagymesteri Palota bejárata

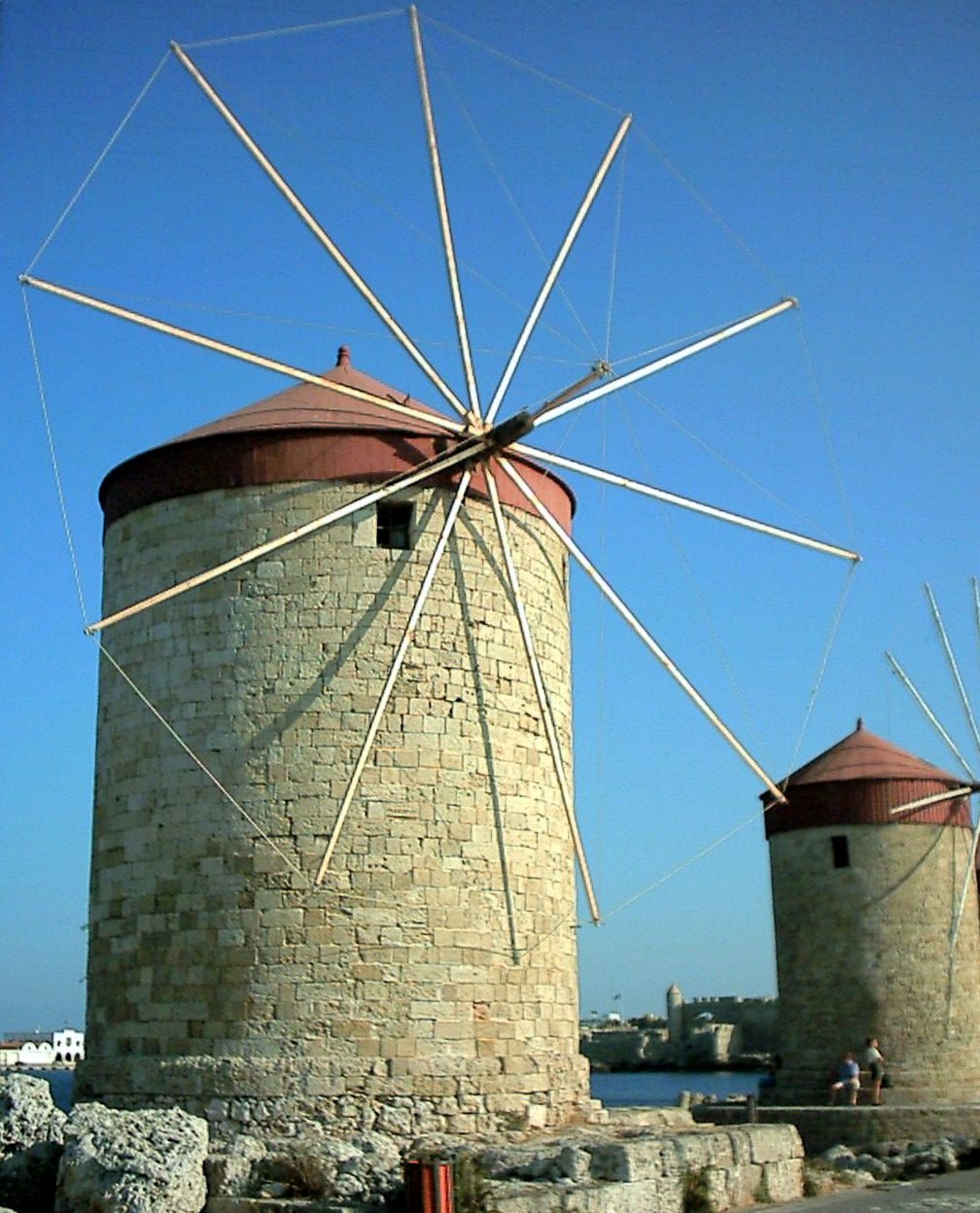
Szélmalom az Emborio-kikötőben

- A középkori városfal teljes hossza kb. 4 km, a fal vastagsága átlagosan 12 méter. Az Amboise-kapu 1512-ben épült, Emery d’Amboise nagymester idején. Az Amboise-kapu és a Szent György-kapu közötti falszakaszt a német lovagok, a következő szakaszt az 1489-ben épült Spanyol kapuig az auvergne-i lovagok védték. A Spanyol kapu és a Szent Athanasziosz-kapu között a védelem a spanyolok feladata volt. Innen a Szent János-kapuig az angolok őrködtek, utána a provance-i lovagok következtek a Del Caretto-toronyig. A következő szakaszt a Szent Katalin-kapuig az olaszok védték. A kereskedelmi kikötővel szembeni szakaszt egészen az Arzenál-kapuig a kasztíliai lovagok ellenőrizték.
- A Várbeli Miasszonyunk-templom a 13. században épült, ezt a johanniták gótikus katedrálissá alakították át. A törökök minaretként használták a tornyot, majd ismét keresztény templom lett. Jelenleg a bizánci művészet múzeuma.
- A johanniták régi rendkórháza, más néven Palazzo dell'Armeria a 14. század derekán, Roger de Pins nagymester alatt kezdett épülni. Később fegyverraktárként szolgált.
- Az új rendkórházat 1440-ben Jean de Lastic nagymester kezdte építtetni, de csak 1489-ben, Pierre d’Aubusson alatt fejezték be. Jelenleg a Rodoszi Archeológiai Múzeum működik benne.
- A Szulejmán-mecset 1523-ban a város elfoglalása után épült. Ma is imaházként működik, turisták nem látogathatják.
- A török negyedben található egyéb látványosságok: Musztafa pasa fürdője, Hafiz Ahmed Aga Könyvtára (1793) és a város legrégibb török épülete, a Redjab pasa mecset.
- A zsidónegyedben található a 16. századi Kal de Shalom zsinagóga.
- A Nagymesteri Palota a sziget legismertebb épülete.
- A Lovagok utcája is itt található.

### Újváros
- A városnak három kikötője van: az Akandia-kikötő a teherhajóké, az Emborio-kikötő a nagy komphajóké és szárnyashajóké, a Mandraki-kikötő a kis komphajóké, halászhajóké és jachtoké.
- Az Emborio-kikötő mólóján három középkori szélmalom áll.
- Az Mandraki-kikötő bejáratánál, a rodoszi kolosszus feltételezett helyén áll a 15. századi Szent Miklós-torony.
- Murad Reis-mecset mellett található a muszlim temető.
- A 20. század elején, az olasz korszakban épült a városháza, a bíróság, a főposta, a kormányzósági palota a Nea Agora és a színház.

### A város környéke
- Az ókori város akropolisza a várostól kb. 2 km távolságra délnyugatra, a Monte Smith nevű dombon áll. Itt láthatók a Zeusz- és Athéné-templomok maradványai, valamint az ókori színház és stadion is.
- A Rodoszból Lindoszba vezető út mentén, a várostól 2 kilométernyire látható a Rodini park, a johanniták hajdani gyógyfüves kertje.

## Közlekedés
A várostól mintegy 14 km-re délnyugatra található a Diagórasz nemzetközi repülőtér. A városba több közvetlen hajójárat érkezik Szími, Kosz, Kalki és Kasztelórizo felől.

## Testvérvárosok
- Conches, Franciaország
- Mallorca, Spanyolország
- Braunfel, Németország
- Limassol, Ciprus
- Visby (Gotland), Svédország
- Roses, Spanyolország
- Valletta, Málta
- Jalta, Krím-félsziget
- Ávila, Spanyolország
- Perth, Ausztrália
- Rhode Island állam, USA
- Greece, USA
- Puebla, Mexikó

## Híres emberek

### Rodoszon születtek
- Savoyai Hugó (Henrik) ciprusi királyi herceg és trónörökös, Savoyai Lajos ciprusi király és I. Sarolta ciprusi királynő egyetlen gyermeke (1464)

### Rodoszon éltek
- Jacques de Milly, a Jeruzsálemi Szent János Ispotályos Lovagrend Rodoszon 37. nagymestere

### Rodoszon megfordultak
- I. Sarolta ciprusi királynő (1461; 1464)

### Rodoszon hunytak el
- Jacques de Milly, a Jeruzsálemi Szent János Ispotályos Lovagrend Rodoszon 37. nagymestere (1461)
- Savoyai Hugó (Henrik) ciprusi királyi herceg és trónörökös (1464)